# هيروكي تاكاهاشي
هيروكي تاكاهاشي (高橋広樹 تاكاهاشي هيروكي) هو مؤدي أصوات ياباني ولد في 7 سبتمبر 1974 في أداتشي، طوكيو.

## أدواره في الأنمي

### مسلسلات أنمي تلفزيونية
- يوغي - جوي ويلر
- سكول رمبل - كينجي هاريما
- سكول رمبل:الفصل الدراسي الثاني - كينجي هاريما
- القناص - هيسوكا
- شورا نو توكي - موتسو ياكومو
- بيز جيمر - كازوؤو سايتو
- البدلة المتنقلة جاندام سيد ديستني - آرثر تراين
- أمير التنس - إيجي كيكومارو، ريو كيسارازو
- أمير التنس الجديد - إيجي كيكومارو
- ديث نوت - جيفاني
- أبطال الديجيتال الجزء الأول - دبدوب
- أبطال الديجيتال الجزء الثاني - والد سليم
- أبطال الديجيتال الجزء الثالث - القط الناري
- نانا - شوجي إندو
- غاش بيل الذهبي - باركو فولغوري
- بليتش - كينريو
- كاتيكيو هيتمان ريبورن! - سبيربي سكوالو
- حجرة أبحاث RD - سوتا أوي
- كوكب ملك الوحوش - تاتو
- كريستال بليز - JJ
- فتاة الجحيم: الإبريق ثلاثي القوائم - شين نيشيدا
- فايت إيباتسو! جودين-تشان!! - سينتو أومي
- سفن غوست - حاكم مملكة راغس
- لافليس - كينكا
- سوبر غالز! - ياماتو كوتوبوكي
- أكاديمية أوكالت - سمايل
- كيكايشي - عشيق آيهي
- الأرجوحة الطائرة - سيجي إينو
- ماغي: The Labyrinth of Magic - زاغان
- دراماتيكال مردر - كوجاكو
- توريكو - إلغ
- جبهة حاجز الدم - غريغور
- فانتسي ستار أونلاين 2 ذي أنيميشن - مامورو مونزين
- نانباكا - هانزو هاتوري

### أنمي الإنترنت
- هيتاليا Axis Powers - اليابان, كوبا, نابليون
- هيتاليا World Series - اليابان
- سيلور مون كريستال - روبيوس
- مونستر سترايك - كاورو أوادا

### أوفا أنمي
- سكول رمبل:حصص إضافية - كينجي هاريما
- سكول رمبل:الفصل الدراسي الثالث - كينجي هاريما
- القناص - هيسوكا
- القناص: جزيرة الجشع - هيسوكا
- القناص: نهاية جزيرة الجشع - هيسوكا

### أفلام أنمي
- يوغي: هرم النور - جوي ويلر
- يوغي: الجانب المظلم للأبعاد - جوي ويلر
- هيتاليا: الشاشة الفضية Paint it, White - اليابان، كوبا
- سينت سيا فصل النعيم: الإفتتاحية - أوديسيوس
- أبلسيد ألفا - أولسون
- فيلم ديجيمون تيمرز: قطار الديجيمون الهائج - إمبمون

## أدواره في ألعاب الفيديو
- سلسلة ألعاب ستريت فايتر
  - ستريت فايتر IV - ريو
  - سوبر ستريت فايتر IV - ريو
  - سوبر ستريت فايتر IV آركيد إديشن - ريو، إيفل ريو
  - ألترا ستريت فايتر IV - ريو، إيفل ريو
  - ستريت فايتر V - ريو
- مارفل فرسس كابكوم 3 - ريو
- ألتيميت مارفل فرسس كابكوم 3 - ريو
- ستريت فايتر X تيكن - ريو
- بروجكت X زون - ريو

## أدواره في الدبلجة اليابانية
- ترانسفورمرز أنيميتد - أوبتيموس برايم
- أسعد فتاة في العالم - سكل بوي
- السرعة والغضب 4 - برايان أوكونور
- السرعة الخامسة - برايان أوكونور
- سرعة وغضب 6 - برايان أوكونور
- الغضب 7 - برايان أوكونور
- يوريكا - جاك كارتر
- وحش في باريس - راول
- غلي - كوبر أندرسون

## وصلات خارجية
- هيروكي تاكاهاشي على موقع IMDb (الإنجليزية)
- هيروكي تاكاهاشي على موقع ميوزك برينز (الإنجليزية)
- هيروكي تاكاهاشي على موقع قاعدة بيانات الفيلم (الإنجليزية)
- هيروكي تاكاهاشي على موقع ANN person (الإنجليزية)